# Аорист
Ао́рист (грец. αόριστος — «невизначений», «необмежений») — дієслівна форма, властива стародавнім мовам, що позначала в минулому одиничну дію, яка безпосередньо не має стосунку до теперішнього. 

## Слов'янські мови
У давніх слов'янських мовах видо-часова форма означала нетривалу або разову дію, що виявляла себе до моменту мовлення (минулий час) і в момент мовлення вже не була актуальною. Самостійною формою дієслова минулого часу аорист виступає у південнослов'янських та лужицьких мовах. Із слідів аориста українська літературна мова та південно-східне наріччя зберегли тільки одну його форму — це 2 особа однини від дієслова бути «би», «б» (< *by), яка використовувалася та використовується для творення умовного способу (чит. кондиціонал): сказав би, та сама частка закріпилася в таких сполучниках, як: щоби, щоб, аби, якби та ін. (чит. кон'юнктив). Деякі з-поміж говірок говорів південно-західного наріччя, хоча б волинські й закарпатські, досі зберігають форму «бих» (< *byxъ) — 1 особу однини аориста від бути, — яка творить той самий умовний спосіб: я помолив бих ся «я би помолився».

### Праслов'янська мова
У праслов'янській мові існувало три способи утворення аористу: простий, сигматичний атематичний і сигматичний тематичний. Простий утворювали шляхом безпосереднього додавання до основи інфінітива вторинних особових закінчень. Сигматичний атематичний аорист утворювали додаванням до основи суфікса «-s-», а особові закінчення приєднувалися вже до цього суфікса. Сигматичний тематичний утворювали майже так само, тільки з тією різницею, що суфікс «-s-» приєднували не безпосередньо до основи, а до тематичного голосного, що йшов за основою. Останній спосіб є власне слов'янською іновацією, а перші два успадковані праслов'янською з праіндоєвропейської. Форми-зв'язки аориста від дієслова *byti «бути» з основою *by- (*kъto by reklъ «хто би сказав») творили в праслов'янській мові умовний спосіб (кондиціонал і кон'юнктив), хоч могла вживатися й давня основа на *bi- (*ty snovalъ bi «ти снував би»).

### Старослов'янська мова

#### Простий аорист
Простий, він же асигматичний, аорист — одна з трьох форм аориста, що її засвідчують старослов'янські пам'ятки. Він сягає найдавнішого індоєвропейського атематичного аориста. Простий аорист є найстарішим утворенням, відомим лише від основ на приголосну. Його утворювано шляхом приєднання до основи інфінітива вторинних закінчень за допомогою тематичних голосівок [ŏ] (у першій особі всіх чисел і в третій особі множини) і [ĕ] (в усіх інших випадках). Якщо основа закінчувалася на задньоязикову приголосну, то перед [ĕ] вона піддавалася дії першої палаталізації.
У живій мові XI ст. форми простого аориста вийшли або ще виходили з ужитку. Його зарано витіснили форми сигматичного аориста, тому в церковнослов'янських текстах форм простого аориста попросту немає. У старослов'янських текстах слова типу падъ < пасти, двигъ < двигнѫти, ѹсъпъ < ѹснѫти зустрічаються надто рідко.
Форми дієслів у простім аористі були такі:
| Особа | Іти     | Прийти  | Пасти  | Двигнути | Заснути | Могти  | Вести  | Їхати  | Нести  | Ректи  |
| Особа | Однина  | Однина  | Однина | Однина   | Однина  | Однина | Однина | Однина | Однина | Однина |
| ----- | ------- | ------- | ------ | -------- | ------- | ------ | ------ | ------ | ------ | ------ |
| 1     | идъ     | придъ   | падъ   | двигъ    | ѹсъпъ   | могъ   | вєдъ   | ıaдъ   | нєсъ   | рєкъ   |
| 2     | идє     | придє   | падє   | движє    | ѹсъпє   | можє   | вєдє   | ıaдє   | нєсє   | рєчє   |
| 3     | идє     | придє   | падє   | движє    | ѹсъпє   | можє   | вєдє   | ıaдє   | нєсє   | рєчє   |
|       | Двоїна  |         |        |          |         |        |        |        |        |        |
| 1     | идовѣ   | придовѣ | падовѣ | двиговѣ  | ѹсъповѣ | моговѣ | вєдовѣ | ıaдовѣ | нєсовѣ | рєковѣ |
| 2     | идєта   | придєта | падєта | движєта  | ѹсъпєта | можєта | вєдєта | ıaдєта | нєсєта | рєчєта |
| 3     | идєтє   | придєтє | падєтє | движєтє  | ѹсъпєтє | можєтє | вєдєтє | ıaдєтє | нєсєтє | рєчєтє |
|       | Множина |         |        |          |         |        |        |        |        |        |
| 1     | идомъ   | придомъ | падомъ | двигомъ  | ѹсъпомъ | могомъ | вєдомъ | ıaдомъ | нєсомъ | рєкомъ |
| 2     | идєтє   | придєтє | падєтє | движєтє  | ѹсъпєтє | можєтє | вєдєтє | ıaдєтє | нєсєтє | рєчєтє |
| 3     | идѫ     | придѫ   | падѫ   | двигѫ    | ѹсъпѫ   | могѫ   | вєдѫ   | ıaдѫ   | нєсѫ   | рєкѫ   |

#### Сигматичний аорист
Сигматичним називають такий аорист, що його в ранній праслов'янській мові утворювано за допомогою суфікса -s-. Ця приголосна на слов'янському ґрунті могла перейти в [х], що чергується із [ш].
Назву сигматичного цей вид аориста отримав за аналогією із сигматичним аористом у давньогрецькій мові, де звук [s] позначається літерою сигма.

##### Старий
Старий, він же нетематичний, сигматичний аорист у праслов'янській мові був продовженням індоєвропейського сигматичного аориста. Він міг утворюватися від дієслів з основою на приголосну чи голосівку, у тому числі з кореневим [ĕ]. В основах на приголосну подовжувалися кореневі голосівки, тож утворилися чергування: [є] — [ѣ], [о] — [а].
Форми дієслів у старім нетематичнім аористі були такі:
| Особа | Бути    | Бути   | Хвалити   | Плести  | Минути   | Пекти  | Ректи  | Вести  | Читати   | Нести  | Знати   | Бити   |
| Особа | Однина  | Однина | Однина    | Однина  | Однина   | Однина | Однина | Однина | Однина   | Однина | Однина  | Однина |
| ----- | ------- | ------ | --------- | ------- | -------- | ------ | ------ | ------ | -------- | ------ | ------- | ------ |
| 1     | быхъ    | бѣхъ   | хвалихъ   | плѣсъ   | минѫхъ   | пѣхъ   | рѣхъ   | вѣсъ   | читахъ   | нѣсъ   | знахъ   | бихъ   |
| 2     | бы(стъ) | бѣ     | хвали     | плєтє   | минѫ     | пєчє   | рєчє   | вєдє   | чита     | нєсє   | зна     | би     |
| 3     | бы(стъ) | бѣ     | хвали     | плєтє   | минѫ     | пєчє   | рєчє   | вєдє   | чита     | нєсє   | зна     | би     |
|       | Двоїна  |        |           |         |          |        |        |        |          |        |         |        |
| 1     | быховѣ  | бѣховѣ | хвалиховѣ | плѣсовѣ | минѫховѣ | пѣховѣ | рѣховѣ | вѣсовѣ | читаховѣ | нѣсовѣ | знаховѣ | биховѣ |
| 2     | быста   | бѣста  | хвалиста  | плѣста  | минѫста  | пѣста  | рѣста  | вѣста  | читаста  | нѣста  | знаста  | биста  |
| 3     | быстє   | бѣстє  | хвалистє  | плѣстє  | минѫстє  | пѣстє  | рѣстє  | вѣстє  | читастє  | нѣстє  | знастє  | бистє  |
|       | Множина |        |           |         |          |        |        |        |          |        |         |        |
| 1     | быхомъ  | бѣхомъ | хвалихомъ | плѣсомъ | минѫхомъ | пѣхомъ | рѣхомъ | вѣсомъ | читахомъ | нѣсомъ | знахомъ | бихомъ |
| 2     | быстє   | бѣстє  | хвалистє  | плѣстє  | минѫстє  | пѣстє  | рѣстє  | вѣстє  | читастє  | нѣстє  | знастє  | бистє  |
| 3     | бышѧ    | бѣша   | хвалишѧ   | плѣсѧ   | минѫшѧ   | пѣшѧ   | рѣшѧ   | вѣсѧ   | читашѧ   | нѣсѧ   | знашѧ   | бишѧ   |

##### Новий
Новий, він же тематичний, сигматичний аорист не має індоєвропейських відповідників. Імовірно, він виник у праслов'янській мові через подальше узагальнення форм старого сигматичного аориста. Найдавніші пам'ятки старослов'янської мови його не засвідчують. Нового аориста утворювано тільки від основ на приголосну за допомогою вторинних закінчень, при цьому корінь збігався з основою інфінітива. Завдяки цьому основа фонетично не відрізнялася від інших дієслівних основ. Можливо, він виник унаслідок злиття форм простого асигматичного й старого сигматичного аориста: рєкомъ + рѣхомъ = рєкохомъ.
Форми дієслів у новім тематичнім аористі були такі:
| Особа | Двигнути  | Пекти    | Ректи    | Вести    | Могти    | Нести    |
| Особа | Однина    | Однина   | Однина   | Однина   | Однина   | Однина   |
| ----- | --------- | -------- | -------- | -------- | -------- | -------- |
| 1     | двигохъ   | пєкохъ   | рєкохъ   | вєдохъ   | могохъ   | нєсохъ   |
| 2     | движє     | пєчє     | рєчє     | вєдє     | можє     | нєсє     |
| 3     | движє     | пєчє     | рєчє     | вєдє     | можє     | нєсє     |
|       | Двоїна    |          |          |          |          |          |
| 1     | двигоховѣ | пєкоховѣ | рєкоховѣ | вєдоховѣ | могоховѣ | нєсоховѣ |
| 2     | двигоста  | пєкоста  | рєкоста  | вєдоста  | могоста  | нєсоста  |
| 3     | двигостє  | пєкостє  | рєкостє  | вєдостє  | могостє  | нєсостє  |
|       | Множина   |          |          |          |          |          |
| 1     | двигохомъ | пєкохомъ | рєкохомъ | вєдохомъ | могохомъ | нєсохомъ |
| 2     | двигостє  | пєкостє  | рєкостє  | вєдостє  | могостє  | нєсостє  |
| 3     | двигошѧ   | пєкошѧ   | рєкошѧ   | вєдошѧ   | могошѧ   | нєсошѧ   |

### Церковнослов'янська мова
У церковнослов'янській мові дієслова з інфінітивною основою на голосний утворюють форми старого сигматичного аориста, а дієслова з інфінітивною основою на приголосний — форми нового сигматичного аориста:
| Особа | Старий | Старий | Новий  | Новий  | Старий       | Старий      | Новий        | Новий        | Старий   | Старий  | Новий    | Новий    |
| Особа | Однина | Однина | Однина | Однина | Двоїна       | Двоїна      | Двоїна       | Двоїна       | Множина  | Множина | Множина  | Множина  |
| ----- | ------ | ------ | ------ | ------ | ------------ | ----------- | ------------ | ------------ | -------- | ------- | -------- | -------- |
| 1     | любихъ | знахъ  | нєсохъ | пекохъ | любихова, -ѣ | знахова, -ѣ | нєсохова, -ѣ | пєкохова, -ѣ | любихомъ | знахомъ | нєсохомъ | пєкохомъ |
| 2     | люби   | зна    | нєсє   | пєчє   | любиста, -ѣ  | знаста, -ѣ  | нєсоста, -ѣ  | пєкоста, -ѣ  | любистє  | знастє  | нєсостє  | пєкостє  |
| 3     | люби   | зна    | нєсє   | пєчє   | любиста, -ѣ  | знаста, -ѣ  | нєсоста, -ѣ  | пєкоста, -ѣ  | любиша   | знаша   | нєсоша   | пеєкоша  |

### Давньоруська мова
У давньоруській мові від дієслів з основою або коренем на голосний утворювалися форми старого аориста (сътворихъ, видѣхъ), а від дієслів з основою на приголосний — форми нового аориста (рѣкохъ, несохъ, идохъ). До традиційних закінчень у 3-й особі однини і множини могло ще додаватися закінчення -ть: несеть, сьтворить, несошать, створишать. У мові українських грамот XIV—XV сторіччя форми аориста майже не вживалися. Протягом наступних століть їх інколи використовували як літературний прийом. У новій українській літературній мові аорист вживається для стилізації під давню мову:
|  | Владимир князь перед народом Убив старого Рогволода, Потя народ, княжну поя, Отиде в волості своя — Т. Шевченко |

Слово потя тут є формою аориста дієслова потяти («порубати»), поя — формою дієслова пояти («пойняти», «захопити»), а отиде — формою дієслова отъити («відійти»).

### Болгарська мова
Болгарський аорист (минало свършено време) виражає здійснену дію в минулому. Утворюють аорист дієслова як недоконаного, так і доконаного виду — шляхом додавання до основи особових закінчень -х, -хме, -хте, -ха. Залежно від типу дієслова, між основою та закінченням можуть вживатися різні тематичні голосні. Приклади для слів чета («читаю») і лягам («лягаю»):
| Особа | Однина                          | Множина              |
| ----- | ------------------------------- | -------------------- |
| 1     | четох «я читав»                 | четохме «ми читали»  |
| 1     | легнах «я ліг»                  | легнахме «ми лягли»  |
| 2     | чете «ти читав»                 | четохте «ви читали»  |
| 2     | легна «ти ліг»                  | легнахте «ви лягли»  |
| 3     | чете «він читав», «вона читала» | четоха «вони читали» |
| 3     | легна «він ліг», «вона лягла»   | легнаха «вони лягли» |

## У вигаданих мовах
У мові квенья, вигаданій Дж. Р. Р. Толкіном існує категорія аориста. Там він являє собою загальновидовий час чи простий теперішній час, що виражає загальні факти чи прості теперішні події. Також аорист є в валірійській мові, вигаданій Девідом Пітерсоном для серіалу Гра Престолів.